# Sarcophaga imbecilla
Sarcophaga imbecilla är en tvåvingeart som beskrevs av Karsch 1886. Sarcophaga imbecilla ingår i släktet Sarcophaga och familjen köttflugor.
Artens utbredningsområde är Angola. Inga underarter finns listade i Catalogue of Life.